# Sista natten (1992)
Sista natten är en amerikansk film från 1992 i regi av Lee Drysdale.

## Handling
Claudi får till slut tag på sin drömman, Mickey. Hans vän Dobbs förstör deras bröllopsplaner när han blir jagad av vietnamesiska gangstrar som han har rånat. Claudi och Mickey gömmer Dobbs i bagageutrymmet på deras bil för att rädda honom, men det går inte som planerat och Mickey får veta mer än nödvändigt om sin fästmö.

## Om filmen
Filmen är inspelad i Los Angeles, Malibu, San Pedro och Valencia.
Den hade premiär i Tyskland den 18 juni 1992.

## Rollista (urval)
- D.B. Sweeney - Mickey
- Bridget Fonda - Claudi
- Cary Elwes - Dobbs
- Chris Penn - Big Steve

## Musik i filmen
- Singing To the Moon, musik Shlomo Artzi, text Shlomo Artzi, Billy Steinberg, Charles Duncan, framförd av Shlomo Artzi
- Play By the Rules, musik Shlomo Artzi, text Shlomo Artzi, Ruvik Danieli, framförd av Shlomo Artzi
- And it's Love, skriven och framförd av Naor Dayan
- Devil Ryder, musik Shlomo Artzi, text Shlomo Artzi, Ruvik Danieli, framförd av Shlomo Artzi
- Hold Me, musik Shlomo Artzi, text Shlomo Artzi, Ruvik Danieli, framförd av Ricki Gal